# Charles Weidman
Charles Weidman (Lincoln, 22 luglio 1901 – New York, 15 luglio 1975) è stato un ballerino statunitense, uno dei maggiori esponenti della danza moderna americana e un pioniere nello sviluppo della forma d’arte.

## Biografia

### Formazione
Le sue capacità e il suo interesse artistico sono stati evidenti fin dalla giovane età. Dal momento in cui ha lavorato nel primo spettacolo della Compagnia Denishawn, era determinato a diventare un ballerino profesisonista e difatti all'età di 19 anni ha ricevuto uno borsa di studio alla Scuola Denishawn. Egli divenne ben presto un primo ballerino della Denishawn, collaborò con Martha Graham e Ted Shawn. Si è esibito con la Compagnia di Vaudeville in tutti gli Stati Uniti e in concerti in Inghilterra e in Oriente. Proprio questo suo viaggio in oriente suscita in lui un forte interesse per le danza orientale iniziando a studiare con un'insegnante giapponese. Nel 1927, lui e Doris Humphrey manifestano in segno di protesta contro il romanticismo del repertorio, e insieme hanno costituito una scuola e una compagnia volta ad esplorare una nuova estetica. Queste hanno formato le basi della danza moderna. Difatti stabilirono i nuovi principi della tecnica e della coreografia lavorando a molte opere insieme. La loro tecnica coinvolge la gravità – caduta, recupero, sostegno, sospensione e movimento vibratorio. Questo ha creato dei movimenti tutti nuovi che comprende, oltre ad un gran lavoro alla base anche molti salti e molte cadute.

### Stili coreografici
Weidman era noto anche per la gamma di stili coreografici in cui ha lavorato. Ha lavorato in diversi elementi  tra cui religiosi, comici e seri. Probabilmente la sua opera più famosa Flickers è stato uno schizzo comico del cinema muto. Questo pezzo è stato riempito con movimenti a scatti e situazioni banali. Il pezzo è tagliato in quattro diverse bobine che sono quattro storie diverse o scene. I pezzi sono molto teatrali e comici esagerati con molte espressioni del viso. Gli stereotipi razziali o sessuali sono esagerati a un punto di ilarità. In contrasto stridente Weidman coreografa una serie chiamata Atavismi che consisteva in tre pezzi: Lynch Town: una rappresentazione coreografica di una folla carnale e sanguinaria che si comportano come avvoltoi in procinto di divorare la preda, Affar Counter: e una Stock Exchange. Una suite di danze che rappresentano casi di omicidio popolare le quali hanno anche ottenuto molta fama. Una delle maggiori opere Weidman era Brahm's Waltz, che era dedicato a Doris Humphrey, in contrasto ci sono una serie di danze fatte come omaggi per la madre denominata On My Mother Side. Il suo lavoro con tema religioso nella sua Oratori, incentrato su temi religiosi, nonché la già citata Brahm's Waltz.

### Carriera da Iìinsegnante
Dopo il ritiro di Doris Humphrey nel 1945, Weidman continuò a creare, eseguire ed insegnare danza. Egli era particolarmente popolare nei College e nelle Università degli Stati Uniti dove in molte ha insegnato molte MasterClass e Workshop di Repertorio. Weidman ha anche istituito una propria scuola e una propria Compagnia, nonostante i limiti di spazio e di comfort a sua disposizione.
Charles Weidman era molto felice di creare e presentare le sue danze ovunque ci fosse un pubblico disposto a vederli. Anche se il suo primo interesse è stato il palcoscenico dei concerti, il suo lavoro è stato altrettanto ottimo nei teatri, nei Teatri dell'Opera, e anche nei Club. Il suo grande lavoro era quello di riflettere la sua grave preoccupazione umanistica, la sua arguzia nel raffigurare debolezze umane, e, soprattutto la sua chiarezza come coreografo.

### Eredità

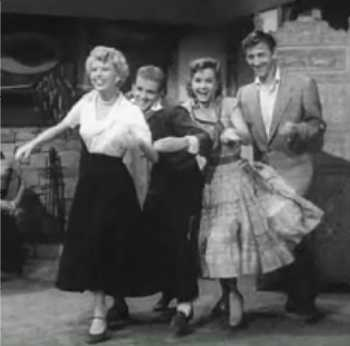
In ordine: Barbara Ruick, Bob Fosse, Debbie Reynolds & Bobby Van

Nella sua lunga carriera di insegnante, Charles Weidman ha formato un gran numero di ballerini. Tra i più noti artisti e registi che hanno studiato con lui abbiamo: Josè Limon, Jack Cole, Sybil Shearer, Eleanor King, Bob Fosse e Alvin Ailey.
Purtroppo il suo lavoro non è ben noto ed è stato difficile da ricostruire perché poco di esso è registrato su nastro, pertanto sono stati i suoi ex ballerini a ricostruire parte delle sue opere a memoria.
Weidman è stato introdotto nel Museo Nazionale di danza CV Whitney Hall of Fame nel 1987.